# Khách sạn huyền bí: Ma cà rồng biến hình
Khách sạn huyền bí: Ma cà rồng biến hình (tên tiếng Anh: Hotel Transylvania: Transformania; tên khác: Khách sạn huyền bí 4) là một bộ phim hài hoạt hình của Mỹ ra mắt vào năm 2022 do Sony Pictures Animation sản xuất và Sony Pictures Releasing phân phối. Đây là phần thứ tư và phần cuối cùng trong loạt phim Khách sạn huyền bí và là phần tiếp theo của Khách sạn huyền bí 3: Kỳ nghỉ ma cà rồng (2018), phim do Jennifer Kluska và Derek Drymon làm đạo diễn với kịch bản của Genndy Tartakovsky (người đã đạo diễn ba phần phim trước và đồng biên kịch của phần thứ ba), với sự tham gia của các ngôi sao gồm Brian Hull (thay thế Adam Sandler), Andy Samberg, Selena Gomez (người cũng tham gia làm giám đốc cùng với Tartakovsky), Kathryn Hahn, Keegan-Michael Key, Steve Buscemi, David Spade, Asher Blinkoff, Brad Abrell, Fran Drescher, Jim Gaffigan và Molly Shannon.
Bộ phim được công chiếu tại Hoa Kỳ vào ngày 23 tháng 7 năm 2021 bởi Sony Pictures Releasing dưới nhãn hiệu Columbia Pictures. Tuy nhiên sau đó, Amazon Prime Video đã mua lại bản quyền phát hành bộ phim và ra mắt vào ngày 14 tháng 1 năm 2022. 

## Diễn viên lồng tiếng
- Brian Hull trong vai Bá tước Dracula "Drac", chúa tể ma cà rồng 540 tuổi, người sáng lập Khách sạn huyền bí và là cha của Mavis, cha vợ của Johnny, con trai của Vlad, chồng của Ericka Van Helsing và ông nội của Dennis. Hull sẽ thay thế Adam Sandler của ba phần phim trước.[3][4]
- Andy Samberg trong vai Johnny Loughran, một người đàn ông 29 tuổi, là chồng của Mavis, con rể của Dracula và cha của Dennis.[4]
- Selena Gomez trong vai Mavis, một cô ma cà rồng 126 tuổi, là con gái của Dracula, vợ của Johnny và mẹ của Dennis.[4]
- Kathryn Hahn trong vai Ericka Van Helsing, vợ của Drac và là cháu gái cố của Abraham Van Helsing.[4]
- Keegan-Michael Key trong vai Murray, một xác ướp cổ đại.[4]
- Steve Buscemi trong vai Wayne, một người sói.[4]
- David Spade trong vai Griffin: Người bạn vô hình của Drac, Wayne và Murray.[4]
- Asher Blinkoff trong vai Dennis Dracula-Loughran, con trai lai giữa người và ma cà rồng của Mavis và Johnny.[4]
- Brad Abrell[4]
- Troy Baker trong vai Cardinal
- Yuri Lowenthal trong vai Nyte Blayde
- Fran Drescher trong vai Eunice, vợ của Frank.[4]
- Jim Gaffigan trong vai Giáo sư Abraham Van Helsing, ông nội của Ericka.[4]
- Molly Shannon trong vai Wanda, vợ người sói của Wayne.[4]

## Sản xuất
Vào tháng 2 năm 2019, Sony Pictures Animation thông báo rằng bộ phim thứ tư đã được phát triển. Vào tháng 10 năm 2019, Genndy Tartakovsky xác nhận rằng anh sẽ không đạo diễn bộ phim. Vào tháng 9 năm 2020, Jennifer Kluska và Derek Drymon, một họa sĩ kịch bản phân cảnh của hai phần đầu tiên của khách sạn huyền bí và là cựu thành viên đoàn phim của Chú bọt biển tinh nghịch và Adventure Time, lần lượt được xác nhận là đạo diễn của bộ phim, trong khi Tartakovsky sẽ viết kịch bản và phục vụ với tư cách là nhà sản xuất điều hành cùng với Selena Gomez, người lồng tiếng cho Mavis trong loạt phim. Quá trình sản xuất diễn ra từ xa trong đại dịch COVID-19.
Vào tháng 4 năm 2021, tựa đề của bộ phim được tiết lộ là Khách sạn huyền bí: Ma cà rồng biến hình và được xác nhận rằng đây sẽ là bộ phim cuối cùng của loạt phim. Cùng tháng đó, Sony xác nhận rằng Adam Sandler sẽ không đảm nhận vai trò lồng tiếng cho Dracula. Vai diễn này được trao lại cho Brian Hull sau khi anh lồng tiếng cho nhân vật trong phim ngắn Khách sạn huyền bí: Thú cưng quái vật, trong khi Kathryn Hahn, Keegan-Michael Key, Steve Buscemi và David Spade đã được xác nhận sẽ trở lại lồng tiếng cho nhân vật của họ.

## Phát hành
Khách sạn huyền bí: Ma cà rồng biến hình dự kiến sẽ được phát hành rạp tại Hoa Kỳ vào ngày 23 tháng 7 năm 2021 bởi Sony Pictures Releasing. Dự kiến lần đầu tiên vào tháng 2 năm 2019 sẽ được phát hành vào ngày 22 tháng 12 năm 2021, nó được dời công chiếu sớm hơn vào tháng 4 năm 2020 đến ngày 6 tháng 8 năm 2021 và một lần nữa vào tháng 4 năm 2021 đến ngày 23 tháng 7 năm 2021.